# سن‌کلئوفا-دو-براندون، کبک
سن‌کلئوفا-دو-براندون (به فرانسوی: Saint-Cléophas-de-Brandon) شهری در منطقه شهری دوتره ناحیه لانودییر در استان کبک کانادا است. در سرشماری سال ۲۰۱۱ این شهر ۳۱۹ نفر جمعیت داشته‌است و مساحت آن ۱۴٫۷۶ کیلومتر مربع است.